# Fagonia cretica
Fagonia cretica är en pockenholtsväxtart som beskrevs av Carl von Linné. Fagonia cretica ingår i släktet Fagonia och familjen pockenholtsväxter. Inga underarter finns listade i Catalogue of Life.